# De virtutibus et vitiis
De virtutibus et vitiis (in greco: Περὶ Ἀρετῶν καὶ Κακιῶν) è il più breve dei quattro trattati etici attribuiti ad Aristotele, ma oggi concordemente considerato spurio.

## Struttura
L'operetta è ora considerata spuria dagli studiosi e le sue vere origini sono incerte, anche se probabilmente è stata creata da un membro della scuola peripatetica.
L'autore, partendo dalla posizione delle virtù e dei vizi nell'anima tripartita, definisce brevemente i caratteri di virtù e vizi, per poi parlare di definizioni e tratti che accompagnano le virtù ed i vizi, di fatto riassumendo le ampie disamine dello Stagirita secondo un modus schematico che, anche se a livello più alto, aveva già prodotto i Caratteri di Teofrasto.
L'elenco di virtù o forme di bontà è aristotelico, in quanto, oltre alle quattro virtù cardinali di Platone, saggezza o prudenza, coraggio o virilità, temperanza o sobrietà della mente e giustizia o giustizia, include Gentilezza, Autocontrollo, Liberalità o generosità e magnanimità o grandezza dello spirito. Ma l'analisi di queste virtù adottate non è di Aristotele. L'autore, infatti, espone come forme di moderazione, a metà strada tra estremi viziosi di eccesso e deficienza; ma qui ogni virtù è semplicemente contrastata con un singolo vizio come opposto. E verso la fine del saggio c'è un'allusione al confronto, tracciato da Platone nella Repubblica, tra l'Anima ben ordinata e lo Stato ben costituito.
È vero, in effetti, che la disposizione rigorosamente sistematica della materia e la concisa pienezza dei dettagli sono più caratteristici della Scuola Peripatetica che dell'Accademia; l'esposizione formale di un soggetto già completamente esplorato ha sostituito il metodo euristico provvisorio che Platone nei suoi dialoghi aveva ereditato da Socrate. Il trattamento descrittivo delle virtù e dei vizi (un metodo che era stato prefigurato per la prima volta nell'Etica Nicomachea, ad esempio il ritratto dell'uomo magnanimo) collega il lavoro, come detto, con i personaggi di Teofrasto, e sembra essere stato consuetudinario nella scuola peripatetica dal suo tempo in poi. 
Zeller ha sottolineato, inoltre, che il riconoscimento di un ordine di esseri tra gli dei e gli uomini, i demoni, nei passaggi riguardanti la pietà e l'empietà, indica anche un periodo tardo di composizione. Una debole traccia dell'influenza stoica può essere vista nell'antitesi formale di azioni lodevoli e biasimevoli all'inizio e alla fine del trattato.